# Thom de Graaf
Thomas Carolus (Thom) de Graaf (Amsterdam, 11 juni 1957) is een Nederlands bestuurder en voormalig politicus van D66. Sinds 1 november 2018 is hij vice-president van de Raad van State.

## Levensloop

### Opleiding en loopbaan
De Graaf, zoon van oud-Tweede Kamerlid en oud-burgemeester Theo de Graaf, groeide op in Lisse en Nijmegen, waar hij het Stedelijk Gymnasium doorliep, en studeerde in Nijmegen waar zijn vader toen burgemeester was. Hij studeerde Nederlands recht aan de Katholieke Universiteit Nijmegen (doctoraal examen in 1981). Tijdens zijn studie was hij als assistent en onderzoeker verbonden aan het Centrum voor Parlementaire Geschiedenis te Nijmegen. De Graaf was lid van studentenvereniging Carolus Magnus.
Van 1981 tot 1985 was Thom de Graaf wetenschappelijk medewerker staatsrecht aan de Faculteit Rechtsgeleerdheid van de Katholieke Universiteit Nijmegen. Vanaf 1985 was hij werkzaam bij het ministerie van Binnenlandse Zaken, Directie Politie, tot 1986 als senior beleidsmedewerker, tot 1988 als plaatsvervangend chef van de Hoofdafdeling Wetgevingsaangelegenheden, tot 1991 als hoofd van de Hoofdafdeling Veiligheidsbeleid en Juridische Zaken en tot 1994 als plaatsvervangend directeur Politie. In 1993-1994 was hij tevens projectleider Integraal veiligheidsbeleid.

### Politieke werkzaamheden
De Graaf was onder meer duo-raadslid in de gemeente Nijmegen (1978-1979), voorzitter van de D66-afdeling Nijmegen (1979-1982), lid van het dagelijks bestuur en van het hoofdbestuur van D66 (1986-1990) en lid van de gemeenteraad van Leiden (1990-1994). Hij was van 1994 tot 2003 lid van de Tweede Kamer der Staten-Generaal, van 1997 tot januari 2003 tevens als fractievoorzitter van D66. Van 1994 tot 1996 was hij vicevoorzitter van de Parlementaire enquêtecommissie opsporingsmethoden (Commissie-Van Traa). De Graaf werd op 27 mei 2003 benoemd tot minister voor Bestuurlijke Vernieuwing en Koninkrijksrelaties en vicepremier in het Tweede Kabinet-Balkenende.
Op 23 maart 2005 trad De Graaf af, nadat zijn plannen om de gekozen burgemeester mogelijk te maken, niet de vereiste tweederdemeerderheid haalden in de Eerste Kamer. De grondwetswijziging die de invoering van de gekozen burgemeester mogelijk moest maken, behaalde geen tweederdemeerderheid in de Eerste Kamer, omdat de PvdA – onder aanvoering van Ed van Thijn – unaniem tegen stemde. Toen hem duidelijk werd dat ook wijziging van het kiesstelsel niet zeker was, besloot hij af te treden. De Graaf zag, zo zei hij, geen mogelijkheden meer om de door hem en zijn partij gewenste bestuurlijke vernieuwing door te voeren. Hij meende dat bij aanblijven zijn politieke geloofwaardigheid zou worden aangetast. De nacht voor het aftreden van De Graaf werd bekend als de Nacht van Van Thijn. Hij werd op 31 maart 2005 als minister opgevolgd door partijvoorzitter Alexander Pechtold en als vicepremier door Laurens Jan Brinkhorst.

### Nevenfuncties
De Graaf was plaatsvervangend griffier van de Raad van Beroep/Ambtenarengerecht te Arnhem, gastdocent aan de School Koninklijke Marechaussee, lid van de veiligheidscommissie KNVB, lid van de commissie-De Koning inzake staatsrechtelijke vernieuwing en bestuurslid van de Stichting Parlementaire Geschiedenis, voorzitter van de Nationale Hoorstichting, de Visitatiecommissie Investeringsbudget Landelijk Gebied, voorzitter van de Euregio Rijn-Waal, de Consumentenbond, het Stimuleringsfonds Volkshuisvesting Nederland en de Stichting Verkiezing Overheidsmanager van het Jaar. 
Van 2007 tot en met 2023 was hij voorzitter van de Stichting Parlementaire Geschiedenis. Ook was hij voorzitter van de jury van de Anne Vondelingprijs voor politieke journalistiek, voorzitter van de Commissie Nationaal Plan Toekomst Onderwijswetenschappen en voorzitter van de raad van commissarissen van Witte Kruis Ambulancezorg. Ook was hij voorzitter van de Raad van Advies van de Nederlandse Orde van Advocaten, voorzitter van de Accreditatiecommissie van de Nederlandse Vereniging van Bestuurders in de Zorg (NVZD), voorzitter van de raad van Commissarissen van Transdev Nederland Holding en van het Nederlands Filmfonds.
Momenteel is De Graaf voorzitter van de Stichting Nationale Herdenking 15 augustus 1945. In maart 2021 werd De Graaf ook voorzitter van de Raad van Toezicht van het Nederlands Openluchtmuseum.

### Burgemeester
Van 8 januari 2007 tot 1 februari 2012 was De Graaf burgemeester van Nijmegen, hij volgde daar Guusje ter Horst op. Zijn vader, Theo de Graaf, was van 1967 tot eind 1977 eveneens burgemeester van Nijmegen. Als burgemeester van Nijmegen was hij tevens voorzitter van de veiligheidsregio Gelderland-Zuid. Van 2007 tot 2011 was De Graaf voorzitter van het Veiligheidsberaad.

### Verdere functies
In 2011 werd De Graaf verkozen tot lid van de Eerste Kamer. Van 2015 tot 2018 was hij voorzitter van de fractie van D66. Per 1 februari 2012 werd hij voorzitter van de Vereniging Hogescholen, voorheen HBO-raad. In 2014 trad hij samen met GroenLinkser Tom van der Lee op als informateur bij de collegevorming in Amsterdam.

### Vice-president van de Raad van State
Op 29 oktober 2018 werd De Graaf door Koning Willem-Alexander beëdigd als vice-president van de Raad van State, hij trad op 1 november 2018 in functie en volgde daarmee Piet Hein Donner op.
Begin 2024 verscheen bij uitgeverij Boom Juridisch het boek De Raad ontraadseld. Een klein vademecum van de Raad van State dat De Graaf samen met Bart Jan van Ettekoven (toenmalig voorzitter van de Afdeling bestuursrechtspraak van de Raad van State) schreef.

## Onderscheiding
- Officier in de Orde van Oranje-Nassau (23 mei 2005)
- Erelid D66 (21 mei 2005)[7]

- Gemeinsame Normdatei: 1075862019
- International Standard Name Identifier: 0000 0000 2890 3878
- Library of Congress Control Number: n85257589
- Nederlandse Thesaurus van Auteursnamen: 069884811
- Parlement.com: vg09llla4ozz
- Système universitaire de documentation: 252556348
- Virtual International Authority File: 40826679
- WorldCat: E39PBJdmkhrcDP489Kv9tFRVG3